# Guerra de sucesión moscovita
La guerra de sucesión moscovita, o guerra civil moscovita, (en ruso: Междоусобная война в Московской Руси, lit. 'Guerra civil en la Rus moscovita') fue una guerra de sucesión en el Principado de Moscú (Moscovia) que tuvo lugar desde 1425 a 1453. Los dos lados en guerra eran Basilio II, el hijo del anterior gran príncipe de Moscú Basilio I, y por otro lado su tío, Yuri de Zvenígorod, el príncipe de Zvenígorod, y sus dos hijos, Vasili Kosói y Dmitri Shemiaka, aunque las alianzas cambiaron con el tiempo. En la etapa intermedia, el partido de Yuri conquistó Moscú, pero al final Basilio II recuperó su corona reinando hasta su muerte (r. 1425-1433, 1435-1446 y 1447-1462).
Según el historiador estadounidense Gustav Alef (1922-1996), fue «la única lucha por la sucesión en la historia de Moscú», así como «la única guerra civil dentro del principado moscovita». Sostuvo que «la tasa de mortalidad en la familia de Moscú era tan alta que la dinastía apenas lograba mantenerse. Cuando los herederos del patrimonio familiar aumentaron a finales del siglo XIV, la lucha interna estaba predestinada. Este elemento ayuda a explicar la estabilidad y fuerza de Moscú en el siglo XIV.»

## Antecedentes
De 1236 a 1241, tuvo lugar la invasión mongola de la Rus de Kiev y los principados de la Rus de Kiev fueron derrotados por Batú Kan al frente de la Horda Azul. Del siglo XIII al siglo XV, los kanes de la Horda de Oro, sucesores de la Horda Azul establecidos en Crimea, eligieron al gran príncipe, que vivió en Moscú en el siglo XIV. La antigua Rus del siglo XIII estaba compuesta por gobernantes débiles que luchaban y formaban alianzas entre sí. Los estados más grandes (como el Principado de Moscú y la república de Nóvgorod) fueron conquistando o absorbiendo progresivamente a los más pequeños. El que llegará a ser el principado más grande, que llegara a ser conocido  como Gran Principado de Moscú, creció gracias a una serie de políticas inteligentes y se convirtió en el mayor del centro de lo que luego se denominó Rusia. En 1380, Dmitri Donskói, príncipe de Moscú, incluso logró vencer a las tropas de la Horda de Oro en la batalla de Kulikovo.
Aunque formalmente Moscú seguía siendo vasallo de la Horda de Oro —los nuevos príncipes tenían que ir a ver al kan, presentarse personalmente ante él y recibir el yarlyk (en:jarlig), el edicto de aprobación del kan—, el Principado de Moscú se había convertido en una importante potencia regional, y los príncipes de Moscú pretendían conquistar las tierras restantes alrededor de Moscú y anexionarlas a su Principado.
Cuando Dmitri Donskói escribió su testamento justo antes de morir en 1389, designó a su hijo de 17 años, Basilio Dmítrievich como sucesor, con la previsión de que si Basilio moría sin descendencia —como ocurría en ese momento—, su hermano menor de 14 años, Yuri Dmítrievich, sería el  sucesor.

## Primer período (1425-1434)

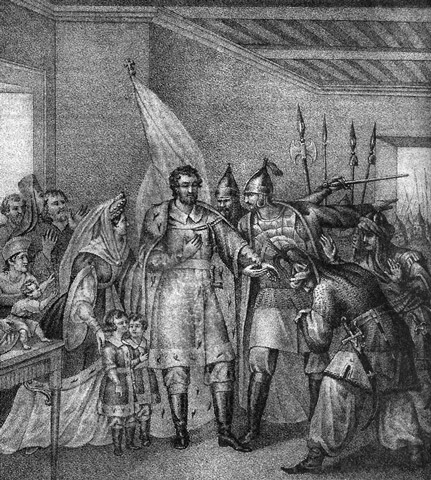
Los boyardos moscovitas prometen su apoyo al destronado Basilio II

En 1389, murió Dmitri Donskói (r. 1363-1389), príncipe de Moscú desde 1359 y gran príncipe de Vladímir desde 1363 hasta su muerte. Dejó como heredero a su hijo Basilio Dmítrievich (r. 1389-1425), que murió en 1425, dejando varios hijos, entre otros un varón de 10 años, Basilio Vasílievich que fue nombrado gran príncipe (conocido como Basilio II), desempeñando su madre las tareas de regente. Yuri impugnó este nombramiento, argumentando que debería haber recibido la corona debido a las disposiciones del testamento de su padre Donskói. En 1425, Yuri y Vasili acordaron presentar su disputa de sucesión al kan de la Horda de Oro, pero esto no condujo a nada. Yuri se convirtió así en pretendiente y se mudó desde Zvenígorod, su residencia principal, a Gálich, para estar más lejos de Moscú.
En 1428, Yuri Dmítrievich aceptó formalmente a su sobrino bajo la presión del metropolitano Focio, quien viajó personalmente a Gálich. Sin embargo, en 1431 Yuri decidió conseguir el título de príncipe de Moscú del kan de la Horda de Oro.  En 1432, Yuri y Vasili viajaron juntos a Sarái para buscar el juicio de kan Ulugh Muhammad (Ulu-Mehmet). El kan otorgó el trono principesco a Basilio, pero confirmó la heredad (udel) de Gálich de Yuri y, además, le concedió (a Yuri) la ciudad de Dmítrov.
El pretexto formal para iniciar una guerra se encontró en 1433, cuando durante la fiesta de bodas de Basilio, su madre, Sofía de Lituania, antigua cuñada de Yuri, insultó en público a uno de sus hijos, a Vasili Yúrievich. Los dos hijos de Yuri, Vasili y Dmitri, partieron hacia Gálich. Saquearon Yaroslavl, gobernada por un aliado de Basilio II, se aliaron con su padre, reunieron un ejército y derrotaron al ejército de Basilio II. Posteriormente, Yuri Dmítrievich entró en Moscú, se declaró gran príncipe y en lugar de encarcelar a su sobrino, envió a Basilio II a Kolomna para que gobernase la ciudad como su infantazgo. 
Sin embargo, al final demostró no ser un jefe de Estado eficiente, ya que se enemistó con muchos de los boyardos moscovitas que huyeron a la corte de Basilio en Kolomna e incluso enajenó a sus propios hijos. Este cambio forzó a Yuri a concluir un tratado con Basilio, por el cual renunciaba a sus reclamaciones sobre Moscú, prometiendo no ayudar a sus hijos, e intercambiando Dmítrov por otros territorios. Basilio volvió a Moscú, mientras Yuri se retiraba a Gálich.
Basilio II comenzó a perseguir a los que habían demostrado ser partidarios de Yuri en el interludio. Luego, envió un ejército contra los hijos de Yuri, Vasili Yúrievich y Dmitri Shemiaka, sus primos, que habían decidido hacer suya la reclamación de su padre y continuar la lucha. Su ejército fue derrotado en 25 de abril de 1433 en una gran batalla, la batalla del río Kliazma. Basilio fue informado de que tropas de Yuri habían sido vistas entre sus enemigos, por lo que decidió castigar su traición. En invierno de 1433, incendió Gálich, de donde Yuri había escapado al norte, a Belozersk uniéndose abiertamente a sus hijos. El 20 de marzo de 1434, los ejércitos del tío y del sobrino se enfrentaron entre Rostov y Pereslavl-Zaleski en la batalla de  Mogza. El ejército de Basilio fue derrotado rotundamente, debiendo huir a Nizni Nóvgorod. El 31 de marzo de 1434, Yuri entró de nuevo en Moscú, donde capturó a la familia de Basilio y su tesoro. Yuri volvió a ser príncipe de Moscú, pero murió repentinamente el 5 de julio de 1434, mientras preparaba una nueva campaña contra Basilio. Fue sucedido por su hijo mayor, Vasili Yúrievich o Vasili Kosói (Vasili el Bizco).
En ese momento, Basilio II estaba en Nizni Nóvgorod y se preparaba para viajar a la Horda de Oro para dejar una queja ante el kan.

## Segundo período (1434-1436)
Los hermanos de Vasili Yúrievich —Dmitri II Shemiaka y Dmitri Krasny— se negaron a prestarle apoyo alguno. Anticipando que Vasili no podría conservar Moscú durante mucho tiempo, prefirieron aliarse con Basilio II para  poder obtener finalmente tierras adicionales de él. De hecho, Basilio entregó Rzhev y Úglich a Dmitri Shemiaka y Bézhetski Verj a Dmitri Krasny. Vasili Yúrievich fue expulsado de Moscú; también perdió Zvenígorod ante Basilio II y se quedó sin tierras, viéndose obligado a huir a Veliki Nóvgorod.
En 1435, Vasili logró reunir un ejército en Kostromá y se dirigió hacia Moscú. Perdió una batalla en la orilla del río Kótorosl ante Basilio II y huyó a la ciudad de Kashin. Luego logró conquistar la ciudad de Vólogda y formar un nuevo ejército con el apoyo de la Tierra de Viatka. Con ese nuevo ejército se trasladó de nuevo hacia el sur y se encontró con Basilio II en Kostromá. Los dos ejércitos estaban estacionados en dos orillas del río Kostromá y no pudieron empezar a luchar de inmediato. Antes de que comenzara el combate, los dos primos firmaron un tratado de paz. Vasili Yúrievich reconoció a Basilio II como gran príncipe y consiguió el principado de Dmítrov. Sin embargo, solo pasó un mes en Dmítrov y posteriormente se mudó a Kostromá y luego a Gálich y Veliki Ústiug. En Veliki Ústiug, el ejército formado en Viatka, que había apoyado durante mucho tiempo a Yuri Dmítrievich, se unió a Vasili. Vasili Yúrievich saqueó Veliki Ústiug y con el ejército se dirigió nuevamente al sur. A principios de 1436, perdió una batalla en Skoriátino, cerca de Rostov, ante Basilio II, y fue capturado.
Posteriormente, cuando el pueblo Viatka continuó atacando las tierras pertenecientes al gran príncipe, Basilio II ordenó cegar a Vasili Yúrievich, lo que, de hecho, lo eliminaba definitivamente de la lucha por el trono (Vasili Yúrievich fue conocido después como Vasili Kosói,  Vasili el Bizco). Vivió hasta 1448, pero las crónicas no lo mencionan entre 1436 y 1448; aparentemente porque estaría encarcelado todo ese tiempo. Al mismo tiempo, Basilio II liberó a Dmitri Shemiaka, que había sido desterrado a Kolomna, y concluyó con él un tratado similar al tratado que había firmado anteriormente con Vasili Kosói, devolviéndole a Shemiaka todas sus tierras.

## Tercer período (1436-1453)

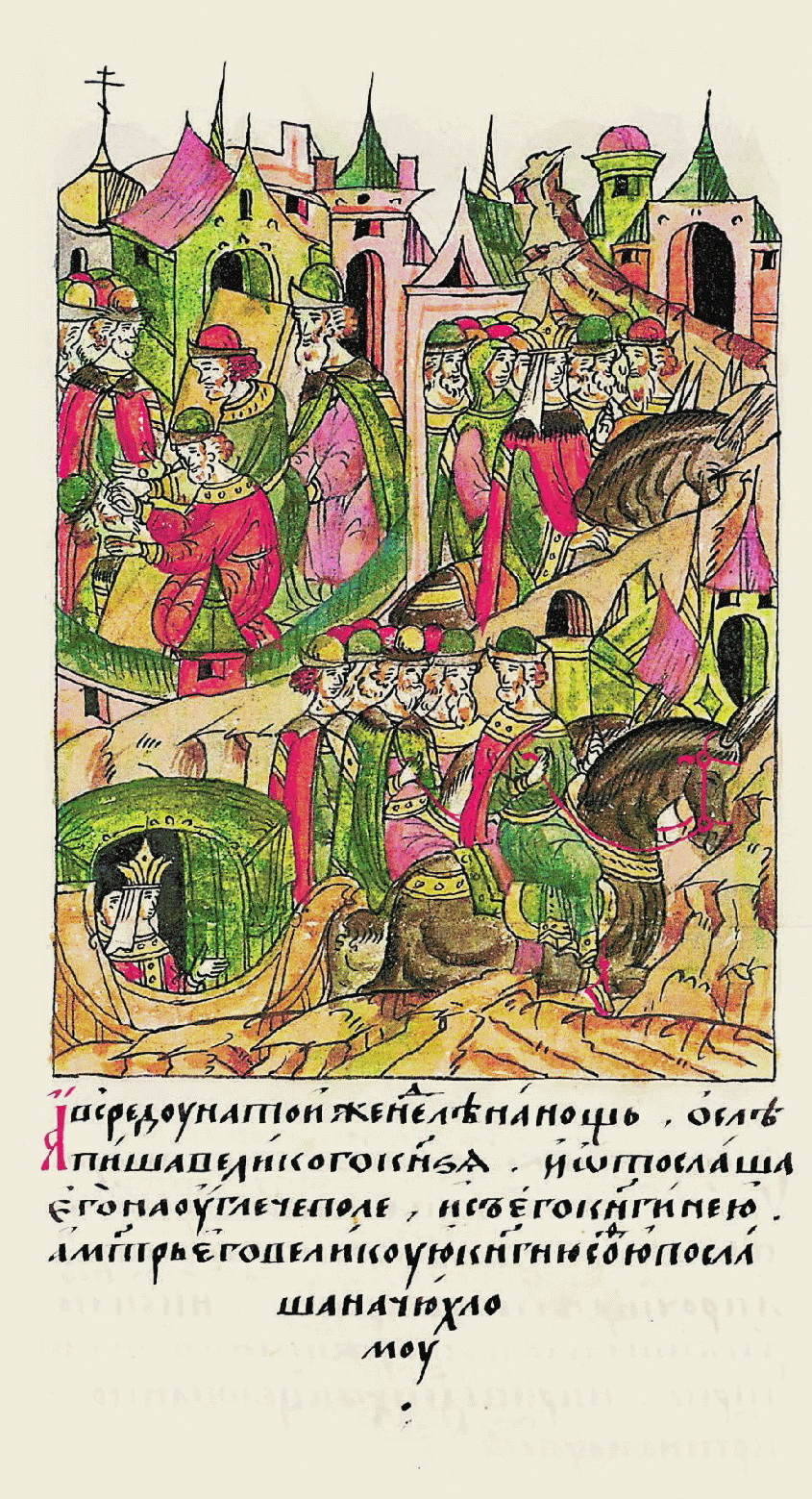
El cegamiento de Basilio II, una miniatura de la Crónica Ilustrada de Iván el Terrible

A principios de la década de 1440, Basilio II estaba ocupado principalmente con las guerras contra el Kanato de Kazán. El kan, Ulugh Muhammad, sitió Moscú en 1439. Dmitri Shemiaka, a pesar de estar bajo juramento de lealtad, no se presentó en apoyo de Basilio. Después de que los mongoles (tártaros) se marchasen, Basilio persiguió a Shemiaka y lo obligó a huir a Nóvgorod nuevamente. Posteriormente, Shemiaka regresó a Moscú y confirmó su lealtad. En 1444, los tártaros liderados por Mustafá, el kan de la Horda de Oro, saquearon las tierras de Riazán, antes de ser derrotados por un ejército mucho mayor enviado por Basilio. En 1445, Ulugh Muhammad conquistó Nizhni Nóvgorod, fue derrotado en una escaramuza cerca de Múrom, pero ganó una segunda batalla, la batalla de Súzdal, capturando, entre otros moscovitas destacados, a Basilio II.
Basilio fue liberado después de meses de negociaciones, habiendo prometido pagar un enorme rescate. Esto motivó el aumento de los impuestos y, en consecuencia, un descontento que fortaleció el partido de Dmitri Shemiaka. A principios de 1446, Basilio fue capturado por Shemiaka en la Laura de la Trinidad y San Sergio, llevado a Moscú, cegado y luego enviado a Úglich. Shemiaka comenzó a reinar como príncipe de Moscú. En el otoño de 1446, viajó a Úglich para buscar la paz con Basilio. Hicieron un trato, Basilio prestó juramento de lealtad y prometió no buscar más el gran principado y, a cambio, fue liberado y consiguió la ciudad de Vólogda en su poder. En Vólogda, Basilio viajó al monasterio Kirilo-Belozerski y el higúmeno (abad) lo liberó del juramento. Basilio inmediatamente comenzó los preparativos para la guerra contra Shemiaka.
Además, Shemiaka y su aliado, el príncipe Iván de Mozhaisk, estaban gobernando de manera ineficiente, no logrando atraerse aliados y la nobleza comenzó a desertar de Moscú a Vólogda. Basilio también logró aliarse con los tártaros de Kazán. A finales de 1446, cuando Dmitri Shemiaka estaba en Volokolamsk, el ejército de Basilio II entró en Moscú. Luego, Basilio comenzó a perseguir a Shemiaka y a Mozhaiski, quienes tuvieron que retirarse, mientras ambos ejércitos asolaban y saqueaban el país. En 1447, pidieron la paz y acordaron aceptar la superioridad de Basilio. Sin embargo, Dmitri Shemiaka continuó la resistencia, tratando de atraerse aliados y reunir un ejército lo suficientemente grande para enfrentar a Basilio. En 1448, Basilio inició una acción militar, que incluyó principalmente tierras del norte hasta Veliki Ústiug y, con algunas interrupciones, continuó hasta 1452, cuando Shemiaka fue finalmente derrotado y huyó a Nóvgorod. En 1453, fue envenenado allí por orden directa de Basilio.
Posteriormente, Basilio logró destituir a todos los príncipes locales que anteriormente apoyaban a Shemiyaka. En particular, Iván Mozhaiski tuvo que huir con su familia a Lituania, y el principado de Mozhaisk pasó a formar parte del Gran Ducado de Moscú. De manera similar, el principado de Sérpujov pasó a formar parte del Gran Ducado, y el principado de Vereyá siguió siendo después de la guerra el único estado independiente en tierras de Moscú.

## Evaluación
En 1977, el historiador estadounidense especialista en la Horda de Oro, Charles J. Halperin (n.1946) señaló que la guerra de sucesión moscovita debilitó tanto a Moscovia que su antiguo rival, el principado de Tver, se sintió lo suficientemente fuerte una vez más como para desafiar su pretensión de ser el representante único de la «Tierra de los Rus» (русская земля). Aunque la Palabra de alabanza (pojválnoie slovo) a Borís Aleksándrovich, príncipe de Tver, nunca reclamó el mito de la tierra de los Rus exclusivamente para sí mismo, sí sugirió que la «Tierra de Tver» (Тферськая земля) y la «Tierra moscovita» (Московская земля) eran iguales dentro de una «Tierra de los Rus» más grande, y llegaron incluso a hacer que los extranjeros dijeran que el gran príncipe Borís Aleksándrovich de Tver era «el mayor príncipe de la tierra de los Rus». 
También Halperin (2001) observó: «Durante la guerra civil moscovita, ambos bandos buscaron simultáneamente la ayuda del kan y criticaron a sus oponentes por hacer exactamente lo mismo».